# Leandro Leguizamón
Leandro Leguizamón (Buenos Aires, Argentina. 4 de diciembre de 1988) es un futbolista argentino. Juega como delantero y su equipo actual es el San Martín (Carhue) de la Liga Regional de Futbol. Tiene 36 años.

## Clubes
| Club                 | País      | Año           |
| -------------------- | --------- | ------------- |
| Tristán Suárez       | Argentina | 2009 - 2011   |
| Tigre                | Argentina | 2011 - 2013   |
| Sporting Cristal     | Perú      | 2013 - 2014   |
| Tigre                | Argentina | 2014 - 2015   |
| Murciélagos FC       | México    | 2015 - 2016   |
| Talleres (RdE)       | Argentina | 2016          |
| Murciélagos FC       | México    | 2017 - 2018   |
| General Lamadrid     | Argentina | 2018 - 2020   |
| San Miguel           | Argentina | 2020 - 2021   |
| Pastoreo FC          | Paraguay  | 2021 - 2022   |
| Ferrocarril Midland  | Argentina | 2022 - 2023   |
| San Martin De Carhue | Argentina | 2024 Presente |